# Martinice v Krkonoších
Martinice v Krkonoších – gmina w Czechach, w powiecie Semily, w kraju libereckim. Według danych z dnia 1 stycznia 2013 liczyła 599 mieszkańców.
W miejscowości znajduje się muzealna stacja kolejowa Martinice v Krkonoších, który wpisana została do rejestru zabytków z całą jej historyczną infrastrukturą; wobec tego regularnie odbywają się tam festyny kolejowe. 